# Мусолт-Аул
Мусолт-Аул (чечен. Мусолт-Эвла) — село в Шатойском районе Чеченской Республики. Входит в Асланбек-Шериповское сельское поселение.

## География
Село расположено на левом берегу реки Ханикале, в 9 км к юго-востоку от районного центра Шатой.
Ближайшие населённые пункты: на юго-востоке — село Хал-Килой, на западе — село Беной, на северо-западе — село Асланбек-Шерипово.

## Население
| 1990 | 2002 | 2010 |
| ---- | ---- | ---- |
| 140  | ↗295 | ↘220 |